# Cloverdale (Kalifornien)
Cloverdale ist eine Stadt in Sonoma County im US-Bundesstaat Kalifornien mit 8996 Einwohnern (Stand: 2020). Das Stadtgebiet erstreckt sich über 6,5 km².
Innerhalb der San Francisco Bay Area ist Cloverdale die am nördlichsten gelegene Stadt. Es befindet sich 135 km nördlich von San Francisco und ist mit diesem über die U.S. Route 101 verbunden. Wenige Hundert Meter östlich fließt in Nord-Süd-Richtung der Russian River an der Stadt vorbei. 
Cloverdale ist Teil des Alexander Valley AVA, einem bedeutenden Weinbaugebiet.

## Persönlichkeiten
- David Del Tredici (1937–2023), Komponist